# Баяр, Махмуд Джеляль
Махмуд Джеляледдин «Джеляль» Баяр (тур. Mahmut Celâleddin "Celâl" Bayar; 16 мая 1883, Умурбей, Бурса — 22 августа 1986, Стамбул) — турецкий политик и государственный деятель, третий президент Турции (1950—1960).

## Биография
Джеляль Баяр родился 16 мая 1883 года в деревне Умурбее (Гемлик, Бурса), и был третьим сыном Абдуллы Фехми Эфенди, религиозного лидера и учителя, который мигрировал из Лома, Османская Болгария, после русско-турецкой войны 1877—1878 годов. Его старшими братьями были Бехзат и Асим. После школы он работал клерком в суде в Гемлике и банке Ziraat Bank. В 1906 году работал в Deutsche Orientbank в Бурсе.

### Политическая карьера

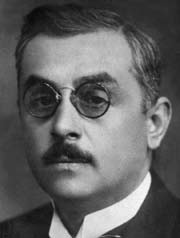
Молодой Баяр

В 1908 году Джеляледдин Баяр присоединился к группе «Комитет Единства и Прогресса» (тур. İttihad Terakki Cemiyeti), политической организации младотурок, и стал её важным членом, заняв пост генерального секретаря недавно основанного измирского отделения партии. В этой должности он способствовал созданию женской и железнодорожной школ.
В 1919 году Баяр был избран в османский парламент депутатом от Сарухана. Из-за своего несогласия с предложенным султаном новым вариантом конституции в 1920 году Баяр уехал в Анкару, чтобы присоединиться к Мустафе Кемалю и Турецкому освободительному движению.
Являлся активным членом Общества защиты прав Анатолии и Румелии (тур. Müdafaa-i Hukuk Cemiyeti), политической организации, сформировавшейся после Первой мировой войны. Был избран в незадолго до того созданное Великое национальное собрание Турции депутатом от Бурсы. В том же году Баяр начал работу в качестве заместителя министра экономики. Баяр руководил переговорной комиссией во время восстания Черкеза Этхема. В 1922 году он был членом турецкой делегации на Лозаннской конференции в качестве советника Исмета Инёню. На выборах 1923 года был избран депутатом парламента от Измира. 26 августа 1924 года основал Деловой банк (тур. Türkiye İş Bankası) в Анкаре и проработал его генеральным директором до 1932 года.

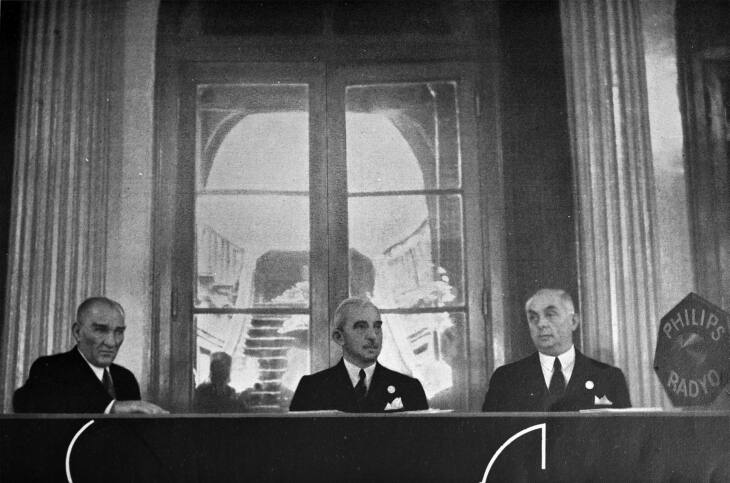
Президент Мустафа Кемаль Ататюрк (слева), премьер-министр Исмет Инёню (в центре) и Джеляль Баяр (справа) выступают по турецкому радио. 1935 год

25 октября 1937 года, после ухода в отставку с поста главы правительства Исмета Инёню, Мустафа Кемаль Ататюрк назначил политика премьер-министром 9-го правительства. Он занимал этот пост во время смерти Ататюрка и после того, как в 1938 году Инёню стал президентом. Разногласия с Инёню привела к тому, что 25 января 1939 года Баяр сложил полномочия.
До 1945 года являлся членом Республиканской народной партии (РНП), турецкой левоцентристской, светской и националистической партии. 7 января 1946 года он вместе с Аднаном Мендересом, Фуатом Кёпрюлю и Рефиком Коралтаном основал Демократическую партию (ДП), социально-консервативную партию, придерживавшуюся либеральных взглядов в экономике.
На первых в турецкой истории свободных всеобщих выборах, прошедших в 1946 году, правящей РНП удалось сохранить большинство в Великом национальном собрании и остаться у власти; ДП довольствовалась вторым местом. Однако уже на следующих выборах, прошедших 14 мая 1950 года, Демократическая партия получила большинство мест в парламенте (408 из 487). Парламент избрал Баяра, как председателя ДП, президентом Турции. В 1954 и 1957 годах он последовательно переизбирался, проработав на посту президента в общей сложности 10 лет. Все это время пост премьер-министра занимал Аднан Мендерес, в 1950 году сменивший Баяра на посту лидера ДП.

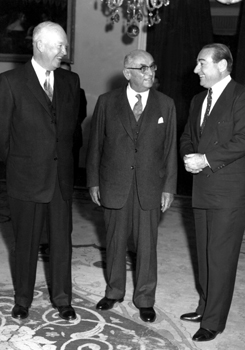
Президент Джеляль Баяр (в центре) и премьер-министр Аднан Мендерес (справа) принимают президента США Дуайта Эйзенхауэра (слева). Чанкая, Анкара, декабрь 1959 года

### Государственный переворот
27 мая 1960 года вооружённые силы под руководством Джемаля Гюрселя совершили государственный переворот. Джелаль Баяр, Аднан Мендерес и ряд других государственных и партийных деятелей 10 июня того же года предстали перед военным трибуналом, проходившим на небольшом острове Яссыада в Мраморном море.
Бывший президент и 15 других членов партии были обвинены в нарушениях конституции и 15 сентября 1961 года приговорены к смертной казни Высоким судом правосудия. Правящий военный комитет подтвердил смертный приговор для Мендереса, Зорлу и Полаткана, однако приговор Баяра и ещё 12 партийных деятелей был заменен пожизненным тюремным заключением. Баяр был отправлен в тюрьму в Кайсери но уже 7 ноября 1964 года был освобождён по состоянию здоровья.
В 1966 году был реабилитирован. В 1974 году он был полностью восстановлен в политических правах, но он отклонил приглашение стать пожизненным членом Сената, мотивируя это тем, что человек может представлять народ только в случае избрания.
Скончался 22 августа 1986 года в Стамбуле в возрасте 103 лет.

## Признание
В 1958 году Свободный университет Берлина (нем. Freie Universität Berlin) присудил ему почётную докторскую степень.
Именем Баяра был назван университет в Манисе, основанный в 1992 году.

## Личная жизнь
Баяр женился на Решиде в 1904 году, когда им было 21 и 18 соответственно. От этого брака родились трое детей: сын Тургут (1911—1983), а также дочери Нилюфер (1921—2024) и Рефи (1904—1940).